# Pennisetum glaucum

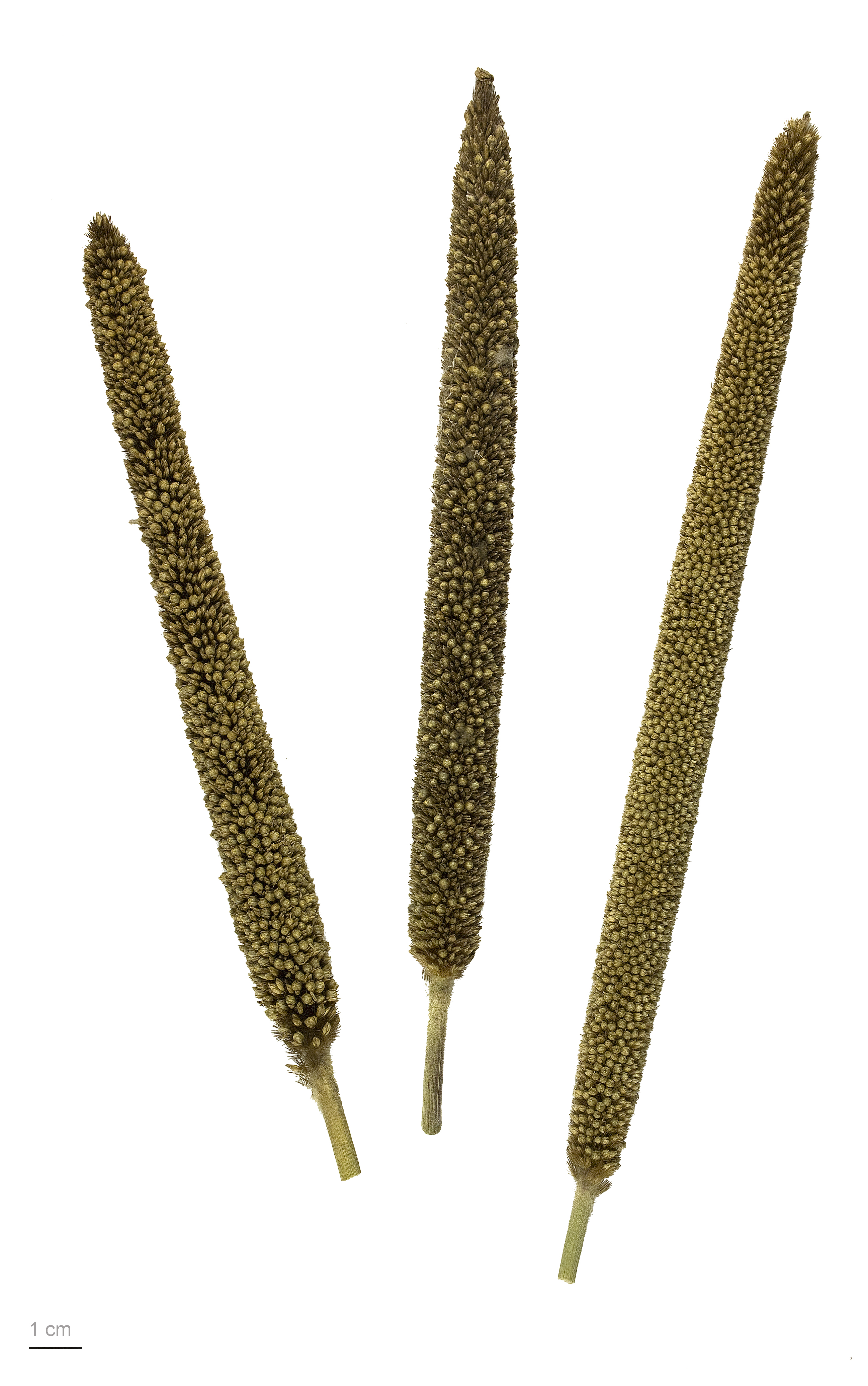
Pennisetum glaucum

Pennisetum glaucum là một loài thực vật có hoa trong họ Hòa thảo. Loài này được (L.) R.Br. mô tả khoa học đầu tiên năm 1810. 
Kê trân châu (lúa miêu) đã được trồng ở châu Phi và tiểu lục địa Ấn Độ từ thời tiền sử.

## Hình ảnh

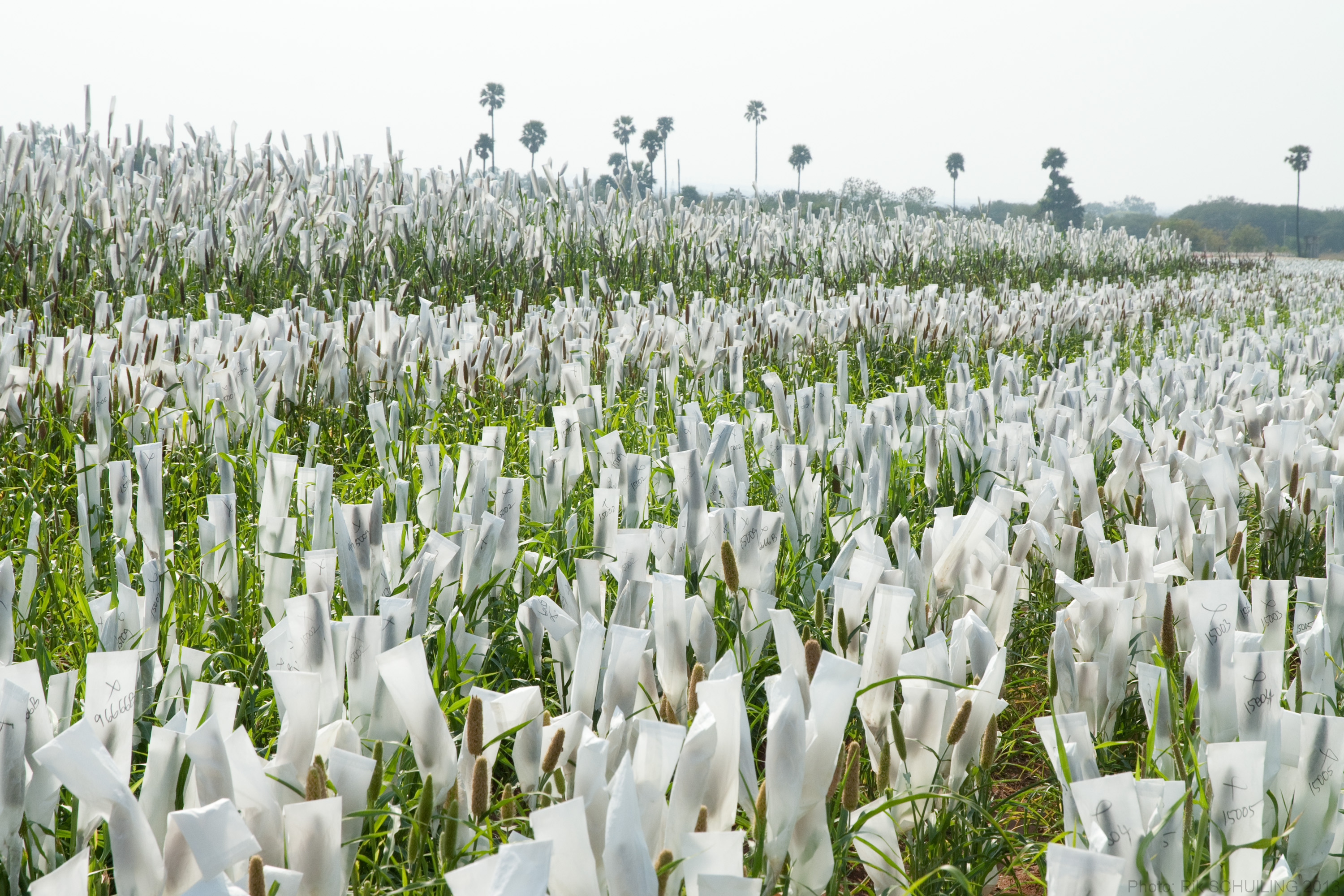
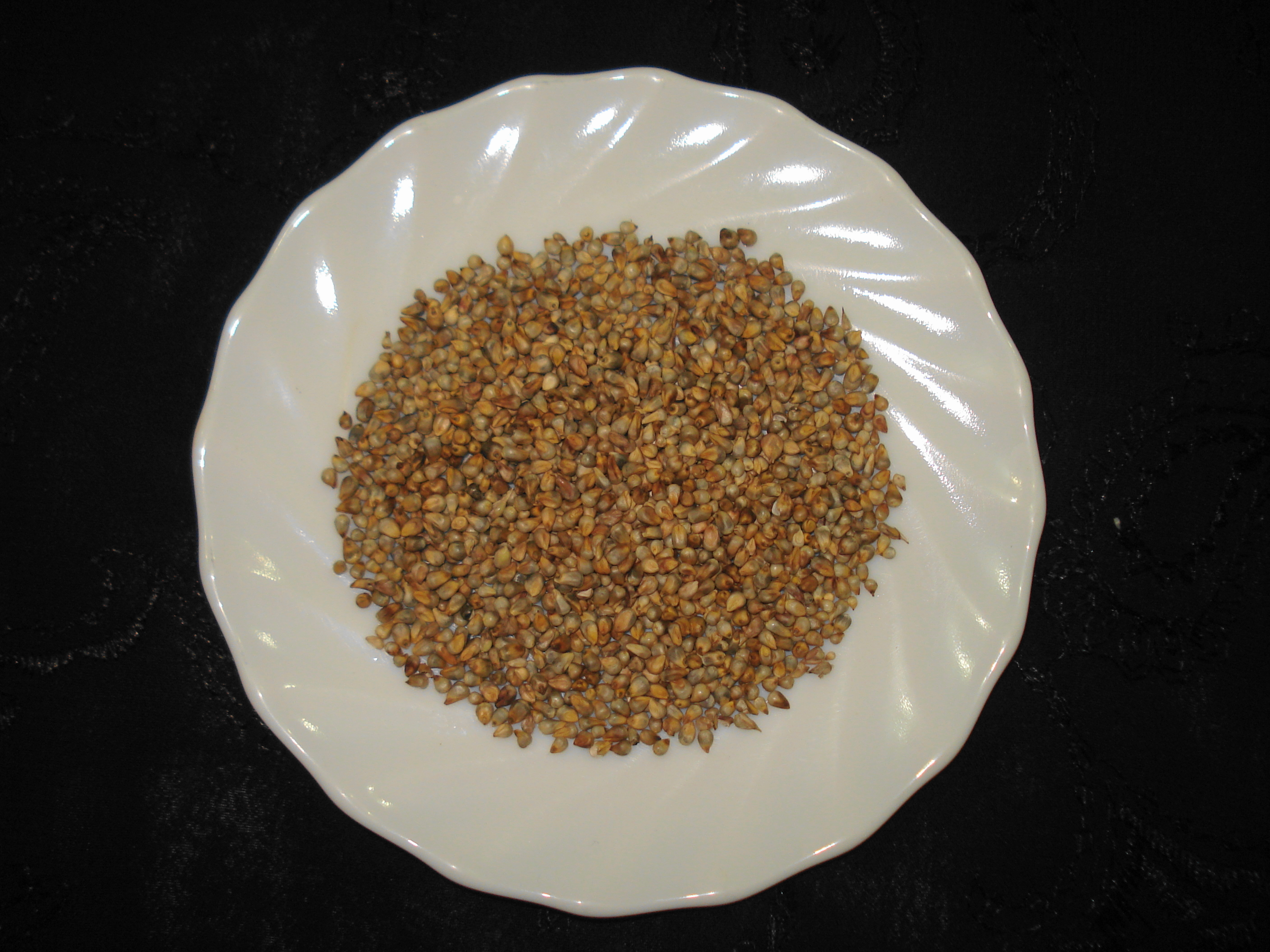
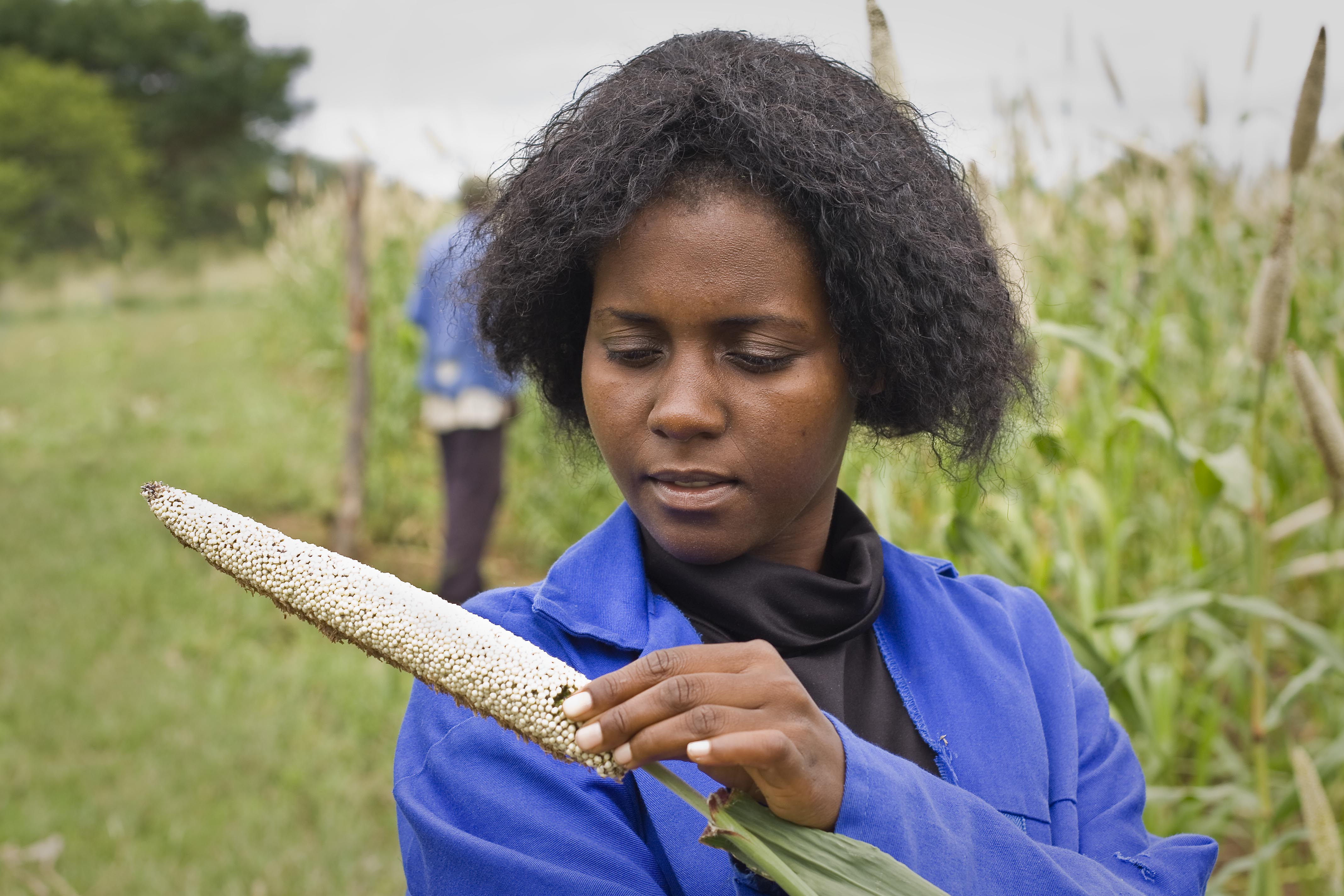
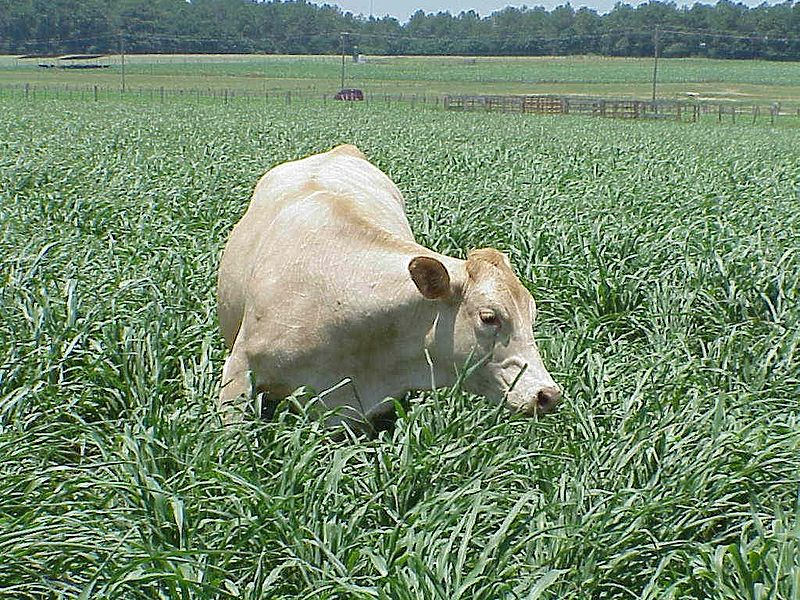